# Adam Carolla
Adam Carolla (Los Angeles megye, Kalifornia, 1964. május 27.) amerikai rádiós és televíziós műsorvezető, humorista, színész, podcastos. A The Adam Carolla Show című talk show vezetője, amely podcast formájában jelenik meg. A podcast 2011-ben bekerült a Guinness Rekordok Könyvébe is, mint a "legtöbb alkalommal letöltött podcast".
A Loveline című betelefonálós rádióműsor társ-műsorvezetője volt 1995-től 2005-ig, illetve a műsor rövid életű televíziós változatát is ő vezette 1996-tól 2000-ig. A The Man Show (1999-2004) című televíziós műsor egyik készítője és egyik műsorvezetője volt, és a Crank Yankers (2002-2007, 2019-) című sorozat egyik készítője és szereplője. Carolla vezette továbbá a The Adam Carolla Project és a The Car Show című műsorokat is.
Szerepelt a Dancing with the Stars amerikai verziójában is, illetve a The Celebrity Apprentice-ben is. In Fifty Years We'll All Be Chicks című könyve felkerült a New York Times bestseller listájára, a második, Not Taco Bell Material című könyve pedig bestseller lett.
Többször szerepelt politikai témájú talk show-kban is. Ő a Halál hangja is a Family Guyban; Norm MacDonaldot váltotta le.
Az (4535) Adamcarolla aszteroida róla kapta a nevét.

## Élete
1964. május 27.-én született Jim és Kris Carolla gyermekeként. Egyes források szerint Los Angeles megyében született, míg más források Philadelphiát tették meg születési helyének. A Los Angeles-i San Fernando Valley-ben nőtt fel. Gyerekkorában szülei elváltak. Szüleitől nem kapott középső nevet, így viccből a "Lakers" nevet tünteti fel. Anyai nagyapja Görög László forgatókönyvíró volt.
A Colfax Elementary School, Walter Reed Junior High és North Hollywood High School iskolákban tanult. Csak évekkel később kapta meg középiskolás diplomáját.
Fiatalkorában amerikaifutballozott; elmondása szerint "ez mentette meg őt a kaotikus otthoni élettől".
18 éves korában kezdett önállóan élni. Kis ideig a Los Angeles Valley College-ben tanult, de hamar kilépett és több munkát is kipróbált. Volt többek között szőnyegtisztító 
és ács is. Volt egy 1963-as Cadillac limuzinja.
A kilencvenes években a The Groundlings és az ACME Comedy Theatre humortársulatok tagja volt.

## Magánélete
2002. szeptember 28.-án házasodott össze Lynette Paradise-zal. 2006. június 7.-én ikreik születtek: Natalia és Santino "Sonny" Richard Carolla. 2021 májusában Carolla bejelentette, hogy ő és Lynette válnak.
Az Amalfi nevű olasz étterem résztulajdonosa volt. Elmondása szerint „két százalékos tulajdonom volt az étteremben, és még egy pennyt sem láttam.”